# Herminia germana
Herminia germana là một loài bướm đêm trong họ Noctuidae.